# Krakauer Tor (Szydłów)

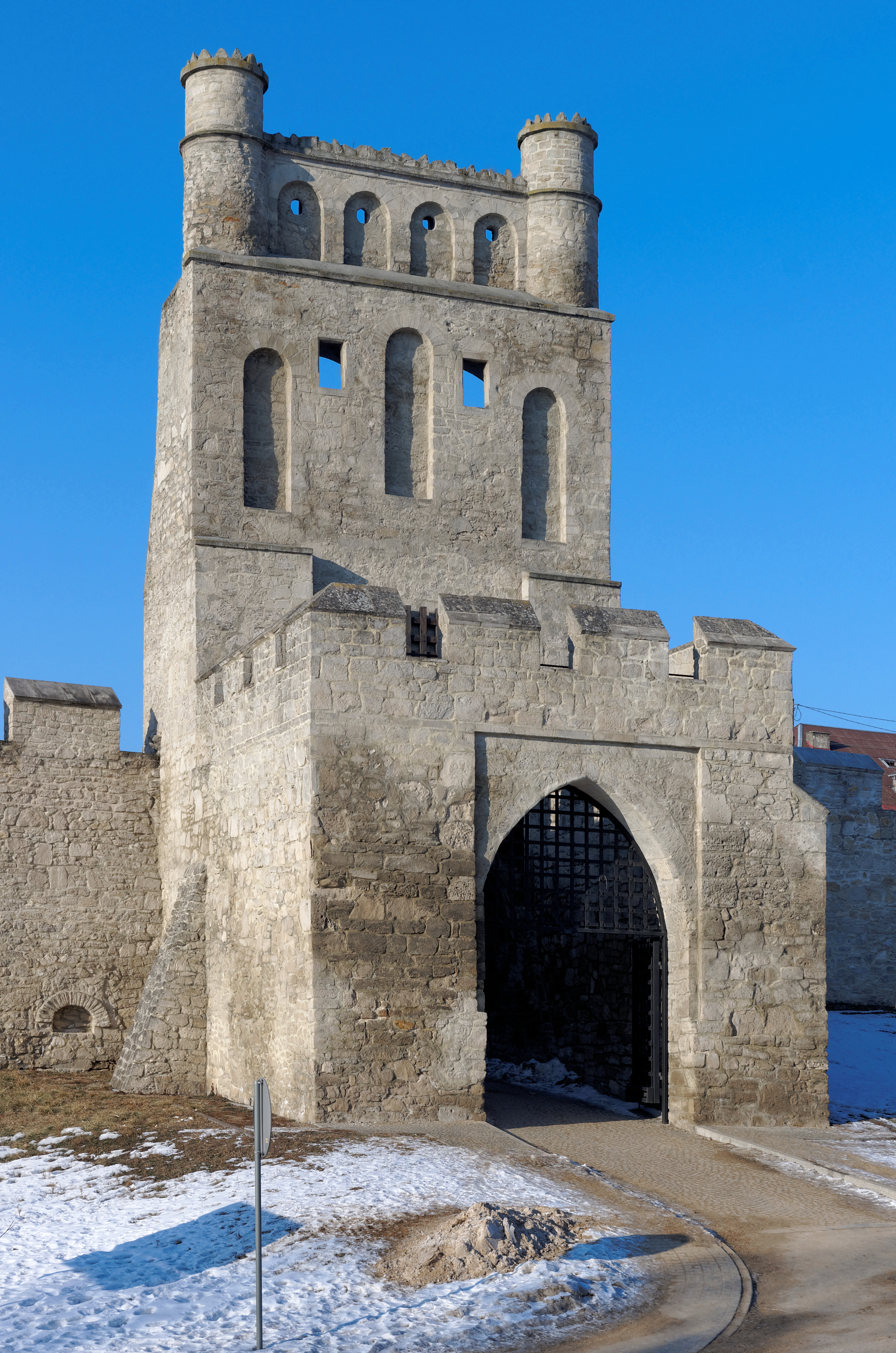
Krakauer Tor in Szydłów

Das Krakauer Tor befindet sich in Szydłów in Polen und bildet den Eingang zur historischen Altstadt. Es ist Teil der 700 Meter langen, gut erhaltenen Stadtmauer.

## Geschichte
Das Krakauer Tor wurde im 14. Jahrhundert mit weiteren zwei Stadttoren (Opatau-Tor und Wassertor), der Stadtmauer sowie einer Königsburg von Kasimir dem Großen errichtet, nachdem der Landstrich im 13. Jahrhundert stark unter den Mongoleneinfällen gelitten hatte. Im 16. Jahrhundert erhielt das gotische Tor einen Aufbau im Stil der Renaissance. In dieser Form hat das Stadttor unverändert überdauert.